# Stilobezzia carayoni
Stilobezzia carayoni är en tvåvingeart som beskrevs av Clastrier 1986. Stilobezzia carayoni ingår i släktet Stilobezzia och familjen svidknott.
Artens utbredningsområde är Guinea. Inga underarter finns listade i Catalogue of Life.